# Det finns ett bättre land vid härlighetens strand
Det finns ett bättre land vid härlighetens strand är en sång med text av John Lawley och musik från 1922 av Gustaf Wallteng. Sången översattes till svenska 1893 av Erik Leidzén senior.

## Publicerad i
- Frälsningsarméns sångbok 1990 som nr 677 under rubriken "Framtiden och hoppet".